# Czynniki klimatotwórcze
Czynniki klimatotwórcze – czynniki wpływające na klimat danego terenu. Należą do nich: 
- szerokość geograficzna
- odległość od mórz i oceanów (stopień kontynentalizmu)
- ukształtowanie powierzchni i rodzaj terenu
  - wysokość bezwzględna (im wyżej tym niższa temperatura: w powietrzu wilgotnym temperatura spada około 0,6 °C/100 m (tzw. mokra adiabatyczna), i ok. 1 °C/100 m w suchym (tzw. sucha adiabatyczna)
  - ekspozycja stoku (kierunek w którym stok opada: południowy lub północny)
- prądy morskie
- dominujące kierunki wiatrów
- pokrycie terenu ziemi
- działalność człowieka.

- Składniki klimatyczne:
  - temperatura powietrza
  - ciśnienie atmosferyczne
  - wilgotność powietrza
  - nasłonecznienie
  - wiatr
  - zachmurzenie
  - opady atmosferyczne
  - osady atmosferyczne

- Czynniki klimatotwórcze:
  - szerokość geograficzna
  - rozkład lądów i mórz
  - wysokość nad poziomem morza
  - prądy morskie
  - ukształtowanie powierzchni
  - rodzaj podłoża
  - szata roślinna